# Neuberger Collection
De Neuberger Collection is een beeldende kunstverzameling samengebracht door de beursmakelaar Roy Neuberger (1903-2010).

## Situering
De kunstverzameling die meer dan 1000 werken omvat, werd in 1974 deels ondergebracht en ontsloten via het Neuberger Museum of Art in New York.  Een aantal stukken kwam via schenking terecht in het Metropolitan Museum of Art van New York. Tot de collectie behoren werk van Jackson Pollock en Edward Hopper.

Naar eigen zeggen kocht Neuberger in de aanvang kunst om kunstenaars te steunen, geïnspireerd door het tragische levensverhaal van Vincent Van Gogh. De kunst die hij kocht voor zijn genoegen deed hij, in tegenstelling tot aandelen, nooit van de hand.